# Курівська сільська рада (Галицький район)
| Курівська сільська рада — орган місцевого самоврядування у Галицькому районі Івано-Франківської області з адміністративним центром у с. Курів. Утворена 21 лютого 1995 року. Сільській раді підпорядковані населені пункти: - с. Курів — населення 294 чол.; площа 4,969 кв.км; засн. в 1563 році. |

## Склад ради
Рада складається з 14 депутатів та голови.

### Керівний склад ради
| ПІБ                   | Основні відомості                              | Дата обрання | Дата звільнення |
| --------------------- | ---------------------------------------------- | ------------ | --------------- |
| Крупа Лідія Федорівна | Сільський голова, 1957 року народження, освіта | 26.03.2006   | 31.10.2010      |

Примітка: таблиця складена за даними джерела